# Schizoptera cicadina
Schizoptera cicadina är en insektsart som beskrevs av Franz Xaver Fieber 1860. Schizoptera cicadina ingår i släktet Schizoptera och familjen Schizopteridae. Inga underarter finns listade i Catalogue of Life.